# جورج أبي صعب
جورج أبي صعب (ولد في 9 يونيو 1933) هو قانوني وأستاذ قانون دولي وقاضٍ دولي مصري. عُرِف بالدفاع عن مصالح دول العالم الثالث في القانون الدولي.

## نشأته وتعليمه
ولد جورج ميشيل أبي صعب في حي مصر الجديدة بالقاهرة، وحصل على درجة الليسانس في الحقوق من جامعة القاهرة، ثم واصل دراسته للقانون والاقتصاد والعلوم السياسية في جامعات السوربون وهارفارد (حصل منها على درجتي الماجستير والدكتوراه في القانون) وكامبريدج وميشيغان (درجة الماجستير في الاقتصاد) والمعهد العالي للدراسات الدولية والتنمية في جنيف (درجة الدكتوراه في العلوم السياسية)، كما حصل على دبلوم من أكاديمية لاهاي للقانون الدولي.

## عمله القانوني
كان لأبي صعب دور محوري في وضع مسودة البروتوكول الإضافي الأول، الذي جرت فيه صياغة الاستراتيجية الكافلة لإسباغ الحماية المنصوص عليها في القانون الدولي الإنساني أثناء حروب التحرر الوطني، وهو البروتوكول الذي لقي تأييدًا تأييدًا كبيرًا من دول العالم الثالث ومعارضة من كثير من الدول الغربية (ومعظمها قوى استعمارية). كما كان مستشارًا للأمين العام للأمم المتحدة لشؤون النظام الاقتصادي الدولي الجديد.
عمل أبي صعب مرتين قاضيًا خاصًّا بمحكمة العدل الدولية، كما كان قاضيًا بغرفة الاستئناف بالمحكمة الجنائية الدولية ليوغوسلافيا السابقة والمحكمة الجنائية الدولية لرواندا، وكان مفوضًا للجنة الأمم المتحدة للتعويضات ورئيسًا سابقًا لجهاز الاستئناف بمنظمة التجارة العالمية.

## عمله الأكاديمي
عمل أبي صعب أستاذًا شرفيًّا للقانون الدولي في المعهد العالي للدراسات الدولية والتنمية بجنيف (تولّى التدريس فيه بين عامي 1963 و2000)، وأستاذًا شرفيًّا بكلية حقوق جامعة القاهرة وعضوًا بمعهد القانون الدولي.
كما شغل أبي صعب درجة أستاذًا زائرًا بعدّة جامعات وكليات، منها كلية هارفارد للحقوق وجامعة تونس والجامعة الأردنية وجامعة الهند الغربية ومدرسة الحقوق بجامعة نيويورك وتولى كرسي هنري رولان بالجامعات البلجيكية.

## جوائز وتكريم
ميدالية مانلي هدسون من الجمعية الأمريكية للقانون الدولي (2017).